# Mellow (アルバム)
『Mellow』（メロウ）は、中山美穂の14作目のスタジオ・アルバム。1992年6月10日にキングレコードより発売された。規格品番はKICS-210。
※同名のシングルについては Mellow、同名の映像作品については Mellow (映像作品) を参照のこと。

## 概要
帯コピー：いい夢見てたことは 目の前にあるわ
中山にとって今作が初のセルフプロデュース作品である。発売の1年ほど前から制作が開始され、ロサンゼルスでレコーディングが行われた。同年4月に先行して発売された同名シングル曲を含む全11曲が収録されている。初回限定盤のみプラスチック・ケース入りで特典としてロサンゼルスで撮影されたミニ写真集が封入された。
M-10「Treasure」はファンクラブのアンケートで好きな曲1位に選ばれ、コンサートでもよく歌われた。
翌月にはアルバムの中から3曲を収録したイメージビデオ『Mellow』が発売された。尚、このイメージビデオは中山の親友である俳優の永瀬正敏が初メガホンを取った。
累計売上は前作『Dé eaya』を上回った。
本作を引っ提げて、毎夏恒例のコンサートツアー『MIHO NAKAYAMA CONCERT TOUR '92 "Mellow"』（全国35公演）が開催された。

## 収録曲

### CD
| #         | タイトル                     | 作詞                 | 作曲                           | 編曲             | 時間  |
| --------- | ---------------------------- | -------------------- | ------------------------------ | ---------------- | ----- |
| 1.        | 「Mellow」                   | 一咲                 | 井上ヨシマサ                   | 井上ヨシマサ     | 5:49  |
| 2.        | 「あるきなさい。」           | 中山美穂             | 浅田祐介                       | 浅田祐介         | 6:03  |
| 3.        | 「ゆっくりMy Love」          | 中山美穂             | 尾関昌也                       | 井上日徳         | 5:17  |
| 4.        | 「Platinum Cat」             | 一咲                 | 井上ヨシマサ                   | 井上ヨシマサ     | 5:47  |
| 5.        | 「Silent」                   | 中山美穂             | 清岡千穂                       | 鶴由雄           | 5:02  |
| 6.        | 「忘れなくてもいいじゃない」 | 赤星ちはる・中山美穂 | 尾関昌也                       | 新川博           | 4:43  |
| 7.        | 「灼熱の心」                 | 渡邉美佳・中山美穂   | 渡邉美佳                       | 井上日徳         | 5:42  |
| 8.        | 「はなしをきいて」           | 中山美穂             | Joey Carbone & Jeff Carruthers | 鳴海寛・多田牧男 | 5:54  |
| 9.        | 「kiss kiss kiss」           | 中山美穂             | 鳴海寛・多田牧男               | 鳴海寛・多田牧男 | 4:53  |
| 10.       | 「Treasure」                 | 西脇唯               | 西脇唯・緒里原洋子             | 有賀啓雄         | 5:47  |
| 11.       | 「Mellow」(CM Version)       | 一咲                 | 井上ヨシマサ                   | 井上ヨシマサ     | 1:45  |
| 合計時間: | 合計時間:                    | 合計時間:            | 合計時間:                      | 合計時間:        | 56:56 |

### 曲解説
1. Mellow
  - 本作と同タイトルの先行シングル表題曲。作詞の″一咲″とは中山のペンネーム。
2. あるきなさい。
3. ゆっくりMy Love
4. Platinum Cat
5. Silent
  - 「Mellow」のカップリング曲。
6. 忘れなくてもいいじゃない
7. 灼熱の心
8. はなしをきいて
9. kiss kiss kiss
10. Treasure
11. Mellow (CM Version)
  - 本人出演の ″エステdeミロード″ CM用に作られたアレンジ違いのバージョン。

## 再発盤
- 2015年10月14日 - CD（廉価盤 KICS-3274）
2015年リマスタリング仕様で「30th Anniversary Original Album Collection」として、これまでにリリースしたアルバムのうち25作品が同日再発売された[2]。